# Pîtres
Pîtres es una localidad y comuna francesa situada en la región de Alta Normandía, departamento de Eure, en el distrito de Les Andelys y cantón de Pont-de-l'Arche.

## Demografía
| 1000 | 1053 | 971 | 963 | 1026 | 1045 | 1028 | 1074 | 980 | 930 | 914 | 905 | 888 | 1054 | 939 | 1005 | 972 | 983 | 904 | 900 | 925 | 937 | 1036 | 982 | 1063 | 1045 | 1278 | 1848 | 2374 | 2312 | 2285 | 2118 | 2391 |
| Para los censos de 1962 a 1999 la población legal corresponde a la población sin duplicidades (Fuente: INSEE [Consultar]) |      |     |     |      |      |      |      |     |     |     |     |     |      |     |      |     |     |     |     |     |     |      |     |      |      |      |      |      |      |      |      |      |

Gráfico de la evolución de la población entre 1794 y 1999

## Administración

### Entidades intercomunales
Pîtres está integrada en la Communauté d'agglomération Seine-Eure . Además forma parte de diversos sindicatos intercomunales para la prestación de diversos servicios públicos:
- Syndicat intercommunal pour la gestion des gymnases et équipements sportifs des collèges de Fleury et de Romilly-sur-Andelle .
- Syndicat de l'électricité et du gaz de l'Eure (SIEGE) .
- Syndicat Intercommunal pour l'École de Musique Romilly-sur-Andelle Pont-Saint-Pierre .
- Syndicat Intercommunal de Gestion du Restaurant Scolaire .
- Syndicat de construction et de gestion de l'ensemble aquatique et ludique de l'Andelle .

### Riesgos
La prefectura del departamento de Eure incluye la comuna en la previsión de riesgos mayores  por:
- Presencia de cavidades subterráneas.
- Riesgos derivados del transporte de mercancías peligrosas.
- Riesgos derivados de actividades industriales.
- Riesgo de inundación.

## Economía

### Empresas con más de 100 empleados
- SAS MANOIR INDUSTRIES, dedicada a la fundición de acero. Empleados (en octubre de 2006): 520.